# 勞曾山
勞曾山（英語：Mount Lozen），是南極洲的山峰，位於維多利亞地的博克格雷溫克海岸，處於托奇冰川源頭西北面，屬於阿德默勒爾蒂山脈的一部分，海拔高度2,460米，美國地質調查局根據測量和該國海軍的空中照片繪入地圖，現時由南極條約體系管理。